# Vadym Hladun
Vadym Ivanovyč Hladun, (Kiev, Ucrania; 21 de abril de 1937-5 de marzo de 2024) fue un jugador de baloncesto soviético y ucraniano.

## Carrera deportiva
Consiguió dos medallas en competiciones internacionales con la Unión Soviética.